# Maison Blanc du Bos
La maison Blanc du Bos est une maison située en France sur la commune de Blesle, dans la région Auvergne-Rhône-Alpes.

## Localisation
La maison est située dans le département français de la Haute-Loire, sur la commune de Blesle, dans l'ancienne région administrative d'Auvergne.

## Historique
Construite entre le XVe et le XVIe siècle, la maison Blanc du Bos, attribuée traditionnellement à la famille du même nom, était considérée comme l'un des hôtels urbains de cette famille, dont la résidence principale se trouvait au château du Bos.

## Description
Préservant son authenticité rustique, l'édifice adopte une structure rectangulaire avec une tourelle d'escalier circulaire à l'angle droit de la façade nord, donnant sur la cour. Le deuxième étage abrite plusieurs chambres à alcôve, chacune ornée de boiseries au style chantourné du XVIIIe siècle et de plafonds à solives. La grande chambre se distingue par une imposante cheminée en pierre aux piédroits massifs, au profil galbé et au linteau droit orné de délicates sculptures. Des modifications datant du XVIIIe siècle ont été apportées, notamment dans l'aménagement d'une chambre à alcôve,.

## Protection
La maison est inscrite au titre des monuments historiques par arrêté du 28 octobre 1993.